# Illinka, Tomakivka
Illinka (în ucraineană Іллінка) este un sat în comuna Novokîiivka din raionul Tomakivka, regiunea Dnipropetrovsk, Ucraina.

## Demografie
Componența lingvistică a localității Illinka
     Ucraineană (87,04%)
     Rusă (12,53%)
     Alte limbi (0,43%)
Conform recensământului din 2001, majoritatea populației localității Illinka era vorbitoare de ucraineană (87,04%), existând în minoritate și vorbitori de rusă (12,53%).